# Goephanomimus flavopictus
Goephanomimus flavopictus là một loài bọ cánh cứng trong họ Cerambycidae.